# فاتحه‌نامه: وهم
فاتحه‌نامه: وهم رمانی سورآلیستی از آنتونیو تابوکی است که برای اولین بار در سال ۱۹۹۱ به زبان پرتغالی و سپس در سال ۱۹۹۲ به زبان ایتالیائی چاپ شده‌است.
بهمن رییسی دهکردی این کتاب را به فارسی برگردانده و انتشارات آزادمهر در تهران به چاپ رسانده‌است.

## شناسنامه کتاب
- ت‍اب‍وک‍ی، آن‍ت‍ون‍ی‍و، ۱۹۴۳ - ۲۰۱۰ م - Tabucchi، Antonio
- عنوان و نام پدیدآور: فاتحه نامه (وهم)/ آنتونیو تابوکی؛
- مترجم: بهمن رییسی‌دهکردی.
- مشخصات نشر: تهران: آزادمهر، ۱۳۸۹.
- مشخصات ظاهری: ۱۲۸ ص.
- شابک ۹۷۸-۶۰۰-۵۵۶۴-۱۹-۸:
- وضعیت فهرست نویسی: فاپا
- یادداشت:عنوان اصلی: Requiem: an allucinazion

موضوع:داستان‌های ایتالیایی—قرن ۲۰م.
شناسه افزوده: 	ریی‍س‍ی ده‍ک‍ردی، ب‍ه‍م‍ن، ۱۳۳۴ - مترجم.

## درباره کتاب
موضوع کتاب نوعی ولگردی ناشی از هذیان و پریشانی است که بعضی مواقع دچار انسان می‌شود و او را راحت نمی‌گذارد. در واقع نوعی دعای میت است که می‌توان آن را شکلی از خداحافظی به حساب آورد. خداحافظی مردی با روح زنی که وجدانش را ناراحت می‌کند با پدری که او را دست می‌اندازد، با دوستی که او را مسخره می‌کند، با شاعری که مرشد اوست، با خانه و آشیانه‌ای که آن را دوست دارد، با شهر و دیاری که موطن اوست.
درحالتی میان حواس جمعی و پریشانی، بین اتفاقات واقعی و تخیلات ناشی از خواب و خیال، مردی که نویسنده او را <<من>> می‌نامد، در نیمروز آخرین یکشنبهٔ ماه ژولای، بدون آنکه بداند چرا و برای چه، خود را در لیسبون خالی از سکنه و داغ، روی اسکلهٔ بندر القنطره می‌یابد. او می‌داند که باید کارهایی را انجام دهد، علی‌الخصوص آخرین کاری را که باید بکند در نظر دارد: بابد با نویسنده و شاعر معروفی، که سال‌ها قبل عمرش را به شما داده‌است، ملاقات کند. غفلتاً گیج و پریشان خود را در محل قرار ملاقات می‌بیند و از ءءفلانیءء خبری نمی‌باید. از خود می‌پرسد: شاید مرحوم مانند تمام ارواح در نیمه شب ظاهر شود.
برینطریق از نیمروز تا نیمه شب، در میان صفحات اول و آخر کتاب حوادثی اتفاق می‌افتد که منجی زندگی اوست و خواننده می‌تواند آن‌ها را بسته به دلخواه خود شکل دهد و پرواز پنداری کند؛ خود را به دست روند خودبخودی حوادث سپارد، تماشاگر صحنه‌های خواب و خیال و اوهام پریشانی باشد که در آن‌ها حوادث پراکنده و غیر منطقی ذهن به هم مربوط می‌شوند، خود نمایی می‌کنند و غفلتاً ناپدید می‌شوند.
به این شکل، حوادثی به وجود می‌آید که نویسنده به کمک آن‌ها در عالم خواب و خیالی که با واقعیت همجوار است به حل مسایل گفته نشده زندگی خود سرگرم می‌شود، دوباره مشکلات زندگی او درحالتی میان هذیان و پریشانی روح مطرح می‌شوند و موضوع جر و بحث‌های فلسفی، اقتصادی و سیاسی میان زنده‌ها و مرده‌ها می‌شوند.
هذیان، پریشانی، حواس پرتی؛ خواب و خیالی که جمهاً دوازده ساعت طول می‌کشد و در عرض آن، حوادث خواب و بیداری گاهی به سرعت و گاهی بسیار آهسته خود بخود جلو می‌روند؛ زمان‌های گذشته، حال و آینده، با هم قاطی مس شوند و در سکوتی اعجاب‌آور از حرکت باز می‌ایستند.
آنتونیو تابوکی با توشتن این کتاب حوادث دوازده ساعته یک نویسنده جوان را با تاریخ ادبیات پرتال در هم می آمیزرد و از آن اثری به وجود می‌آورد که هدیه شایسته‌ای به روشنفکران ارجمند این سرزمین بخصوص فرناندو پسوا است.
او که ایتالیائی است این کتاب را به زبان پرتغالی می‌نویسد، همانطوری‌که پسوا که زبان مادریش پرتغالی بود، در جوانی اشعار خود را به انگلیسی می‌نوشت.